# مانويل أليخاندرو
مانويل أليخاندرو (بالإسبانية: Manuel Alejandro)‏ هو ملحن إسباني، ولد في 20 فبراير 1933 في شريش في إسبانيا.

## وصلات خارجية
- مانويل أليخاندرو على موقع IMDb (الإنجليزية)
- مانويل أليخاندرو على موقع ميوزك برينز (الإنجليزية)
- مانويل أليخاندرو على موقع ديسكوغز (الإنجليزية)
- مانويل أليخاندرو على موقع ديسكوغز (الإنجليزية)